# Lopharcha
Lopharcha là một chi bướm đêm thuộc họ Tortricidae.

## Các loài
- Lopharcha amethystas  Meyrick, 1912
- Lopharcha angustior  Diakonoff, 1941
- Lopharcha chalcophanes  Meyrick, 1931
- Lopharcha chionea  Diakonoff, 1974
- Lopharcha conia  Diakonoff, 1983
- Lopharcha cryptacantha  Diakonoff, 1974
- Lopharcha curiosa  Meyrick, 1908
- Lopharcha deliqua  Diakonoff, 1974
- Lopharcha ditissima  Diakonoff, 1974
- Lopharcha erioptila  Meyrick, 1912
- Lopharcha halidora  Meyrick, 1908
- Lopharcha herbaecolor  Diakonoff, 1941
- Lopharcha insolita  Dugdale, 1966
- Lopharcha iriodis  Diakonoff, 1976
- Lopharcha kopeci  Razowski, 1992
- Lopharcha maurognoma  Diakonoff, 1974
- Lopharcha moriutii  Nasu, 2006
- Lopharcha orthioterma  Diakonoff, 1941
- Lopharcha psathyra  Diakonoff, 1989
- Lopharcha quinquestriata  Diakonoff, 1941
- Lopharcha rapax  Meyrick, 1908
- Lopharcha siderota  Meyrick, 1918